# Eli Sabiá
Eli Sabiá Filho, mais conhecido como Eli Sabiá (Mogi Guaçu, 31 de agosto de 1988), é um futebolista brasileiro que atua como zagueiro.
Atualmente, joga pelo Jamshedpur FC da Índia.

## Carreira
Foi revelado pelas categorias de base do Paulista FC e promovido para a equipe profissional em 2006, pelo técnico Vagner Mancini.
Em 2007, disputou o Campeonato Brasileiro da Série B como titular do clube, sob o comando do técnico Marcelo Veiga. No final desse mesmo ano, se transferiu para o futebol suíço, onde defendeu o Lausanne Sport.
Retornou ao Brasil no final de 2008, para novamente defender o Paulista FC no campeonato estadual de 2009.
Em maio de 2009, chegou por empréstimo do Paulista ao Santos até o fim do ano.
No ano seguinte, atuou pelo Atlético PR.
Em maio de 2011, foi contratado pelo São Caetano, assinando contrato até o ano de 2016.
Em 2013, disputou a Série C do Campeonato Brasileiro pelo Brasiliense.
Em 2014, passou pelo Criciúma por empréstimo.
Após defender o Sampaio Corrêa na Série B de 2016, reforçou o Chennaiyin FC, que era o atual campeão da Liga Indiana e que tinha o ex-zagueiro italiano Marco Materazzi como treinador. Em agosto de 2020, chegou a marca de 50 jogos pelo clube.
Em maio de 2017, foi contratado pelo Ituano na Série D do Campeonato Brasileiro. Em comum acordo, deixou o clube após uma semana.
Atuou no Al Raed da Arábia Saudita.

## Títulos
Atlético Paranaense
- Torneio Cidade de Londrina: 2010[19]

Jamshedpur
- Super Liga Idiana 2021-2022[20]